# Cem Kızıltuğ
Cem Kızıltuğ, född 16 april 1974 i Istanbul, är en turkisk serietecknare och illustratör utbildad vid  Konstnärliga fakulteten vid Marmara Üniversitesi 1997. 
Efter examen har Kızıltuğ arbetat som illustratör för tidningen Zaman. Han har ställt ut i Izmir Efes Celcus Library 1998, 1999, 2000 och 2002. De karikatyrer som publicerats i söndagsupplagan av Zaman publicerades i albumet C'empati 2003. Han har illustrerat barnböcker för det turkiska förlaget Yapi Kredi. 
Writers Association i Turkiet utnämnde honom till "årets artist" 2005. Han har vunnit 10 "Excellence Awards" och ett Silver Award för sina illustrationer i tävlingar som anordnas av Society for News Design 2006, 2007, 2008, 2009 och 2010.  